# Kaple svatého Cyrila a Metoděje (Břeclav)
Kaple svatého Cyrila a Metoděje v Břeclavi je novogotická sakrální stavba v jihomoravské Břeclavi. Kaple z roku 1856 se nachází v Sadech 28. října v blízkosti tamního vlakového nádraží.

## Historie
Kaple v parku před břeclavským nádražím byla postavena podle návrhu Jana Heidricha. Nechal ji vybudovat princ Alois II. z Lichtenštejna jako poděkování za uzdravení z těžké nemoci. Výstavba byla zahájena v roce 1853 a hotová kaple byla vysvěcena dne 15. září 1856 a dána k užívání především zaměstnancům Severní dráhy císaře Ferdinanda.
V roce 1910 byla z iniciativy knížete Jana II. z Lichtenštejna započata nová přestavba, respektive rozšíření o postranní kaple. Celá kaple byla znovu vysvěcena 12. listopadu 1911 z rukou místního faráře Františka Sedláčka.
Když byl za druhé světové války zničen hlavní městský kostel svatého Václava, sloužila kaple jako provizorní místo bohoslužeb.
V 70. a 80. letech 20. století byla kaple rekonstruována, proběhla obnova vnějších i vnitřních částí objektu.